# Séranvillers-Forenville
Séranvillers-Forenville é uma comuna francesa na região administrativa de Altos da França, no departamento do Norte. Estende-se por uma área de 7.24 km². Em 2010 a comuna tinha 419 habitantes (densidade: 57,9 hab./km²).